# Amimer Énergie
Amimer Energie est une entreprise algérienne spécialisée dans la fabrication et l'installation de groupes électrogènes et de centrales électriques, elle est basée à Seddouk dans la wilaya de Béjaïa en Algérie. Amimer Energie est leader en Algérie dans la fabrication des groupes électrogènes de toutes puissances confondues.

## Histoire

### 1989: Lancement
Amimer Energie est fondée en 1989, elle est à l'origine une entreprise familiale dénommée Établissement Boukheddami, spécialisée dans la fabrication des postes à souder. À partir de 1990, elle se lance dans la fabrication de groupes électrogènes et la construction des centrales électriques

### Vers les énergies renouvelables
À partir de 2000, Amimer Energie se tourne vers les énergies renouvelables notamment le photovoltaïque et l'éolien. En 2003, elle est certifiée ISO 9001 version 2000 par AFAQ / AFNOR. En 2009, elle a renouvelé son certificat par la version 2008. En 2012, elle est certifiée OH SAS 18001. En novembre 2014, Amimer Energie signe un mémorandum d'entente avec l'entreprise américaine Estech visant à améliorer la qualité de l'énergie produite,.

### Développement international
Déjà en 2002, Amimer Energie signe avec une entreprise soudanaise pour se développer sur les marchés éthyopien et érythréen. En 2004, Amimer Energie emploie 200 personnes. Depuis 2006, Amimer Energie fournit de l'électricité à la ville de Nouakchott avec sa centrale de Ksar. Son chiffre d'affaires en 2012 est de 5 milliards de dinars, soit 47 millions d'euros, et emploie 700 personnes.
En mars 2013, Tuninvest Finance Group (TFG), déjà au conseil d'administration d'Amimer depuis plusieurs années, entre au capital d'Amimer Energie à hauteur de 36 % et ouvre à la société énergétique algérienne ses points d'entrée en Afrique de l'Ouest francophone.
En septembre 2013, Amimer Energie signe avec Encobat son deuxième contrat à l'étranger pour la livraison des premières lampes d'éclairage autonomes au Tchad, pays où le taux d’accès à l’électricité de la population est de 4%. En octobre 2016, Amimer Energie soumet un projet d'électrification de 6 villes du Tchad à son président Idriss Déby.
En février 2017, Amimer Energie signe avec Énergie du Mali pour $70 millions des contrats de réalisation de deux centrales électriques de 40 MW au Mali,.
En septembre 2023, Amimer Energie annonce son intention de commercialiser des vélos électriques en Algérie.
En mars 2024, Amimer Energie signe un contrat avec le groupe chinois JinkoSolar qui fournira ses modules de pointe TOPCon de type N pour deux projets clés : le projet de 100 MW à Ain el Beida et le projet de 50 MW à Beni Ounif. Ces 150 MW d'énergie solaire ont pour objectif de réduire la dépendance de l'Algérie à l'énergie fossile pour répondre à la demande croissante en électricité. 

## Activités
Le groupe Amimer fabrique, vend et entretient des groupes électrogènes, des centrales électriques, des charpentes métalliques, et des motosoudeuses, motopompes, et motocompresseurs. Amimer Energie est la seule entreprise en Algérie à avoir mis en place la pile hydrogène pour produire de l’énergie[réf. nécessaire].
Le groupe Amimer Energie est organisé en 3 divisions : Amimer Power Generation (conçoit, fabrique et installe des groupes électrogènes), Amimer Power System (conception des projets de réalisation de centrales électriques, prise en charge des projets en cours acquis par le groupe), et Amimer construction (charpentes métalliques, bâtiment et génie civil).

## Actionnaires
Le groupe est détenu à 64 % par la famille Boukheddami et à 36 % par un fonds d'investissement international.